# Weltmeisterschaften im Bogenschießen 1971
Die Weltmeisterschaften im Bogenschießen 1971 wurden vom 18. bis 31. Juli in der englischen Stadt  York ausgetragen.

## Ergebnisse

### Recurvebogen
| Disziplin         | Gold                                                       | Silber                                                          | Bronze                                                      |
| ----------------- | ---------------------------------------------------------- | --------------------------------------------------------------- | ----------------------------------------------------------- |
| Männer Einzel     | John Williams                                              | Kyösti Laasonen                                                 | Wayne Pullen                                                |
| Frauen Einzel     | Emma Gaptschenko                                           | Doreen Wilber                                                   | Maria Mączyńska                                             |
| Männer Mannschaft | Vereinigte Staaten John Williams Edwin Eliason Larry Smith | Finnland Kyösti Laasonen Kari Kyllonen Jorma Sandelin           | Kanada Wayne Pullen Donald Jackson Larry Courchaine         |
| Frauen Mannschaft | Polen Maria Mączyńska Jadwiga Szoszler Irena Szydłowska    | Sowjetunion Emma Gaptschenko Nadeschda Lonskay Virve Holtsmeier | Vereinigte Staaten Doreen Wilber Victoria Cook Nancy Myrick |

## Medaillenspiegel
| Platz  | Land               | Gold | Silber | Bronze | Gesamt |
| ------ | ------------------ | ---- | ------ | ------ | ------ |
| 1      | Vereinigte Staaten | 2    | 1      | 1      | 4      |
| 2      | Sowjetunion        | 1    | 1      | –      | 2      |
| 3      | Polen              | 1    | –      | 1      | 2      |
| 4      | Finnland           | –    | 2      | –      | 2      |
| 5      | Kanada             | –    | –      | 2      | 2      |
| Gesamt | Gesamt             | 4    | 4      | 4      | 12     |